# Victoria (televisieserie)
Victoria is een Britse historische dramaserie ontwikkeld en voornamelijk geschreven door Daisy Goodwin, met in de hoofdrol Jenna Coleman als koningin Victoria. De serie ging in première in het Verenigd Koninkrijk op ITV op 28 augustus 2016 met acht afleveringen. Een tweede seizoen van acht afleveringen ging in première op ITV op 27 augustus 2017 en een kerstspecial die op 25 december werd uitgezonden. In december 2017 werd Victoria verlengd voor een derde seizoen van acht afleveringen, die op 13 januari 2019 in première ging in de Verenigde Staten op PBS en op 24 maart 2019 op ITV. In Vlaanderen werd Victoria uitgezonden op 4 november 2016 op Eén. In Nederland werd de dramaserie uitgezonden op 7 januari 2017 door de KRO-NCRV op NPO 2.

## Verhaal
Het eerste seizoen portretteert de eerste jaren van het bewind van koningin Victoria, van haar kroning op 18-jarige leeftijd tot haar intense vriendschap met Lord Melbourne en haar huwelijk met prins Albert tot de geboorte van haar eerste dochter Victoria. Het tweede seizoen gaat over Victoria's strijd om haar rollen als koningin, vrouw en moeder onder de knie te krijgen. Het derde seizoen behandelt de huwelijksproblemen van Victoria en Albert, evenals de relatie Victoria met haar zus Feodora en de minister van Buitenlandse Zaken Lord Palmerston. Het seizoen eindigt met de Great Exhibition van 1851, georganiseerd door Prins Albert.

## Rolverdeling
- Jenna Coleman als Koningin Victoria
- Tom Hughes als Prins Albert
- Peter Bowles als de Hertog van Wellington (seizoen 1–3)
- Catherine Flemming als de Hertogin van Kent (seizoen 1–2)
- Daniela Holtz als Barones Louise Lehzen (seizoen 1–2)
- Nell Hudson als Nancy Skerrett (seizoen 1–3)
- Ferdinand Kingsley als Mr Francatelli (seizoen 1–3)
- Tommy Knight als Archibald Brodie
- Nigel Lindsay als Sir Robert Peel ( seizoen1–2)
- Eve Myles als Mrs Jenkins (seizoen 1)
- David Oakes als Prins Ernest (seizoen 1–2)
- Paul Rhys als Sir John Conroy (seizoen 1)
- Adrian Schiller als Mr Penge
- Peter Firth als koning Ernst August I van Hannover (seizoen 1–2)
- Alex Jennings als Koning Leopold
- Rufus Sewell als Lord Melbourne (seizoen 1–2)
- Bebe Cave als Wilhelmina Coke (seizoen 2)
- Margaret Clunie als Harriet, Hertogin van Sutherland (terugkerend seizoen 1, hoofdserie seizoen 2)
- Tilly Steele als Miss Cleary (seizoen 2)
- Leo Suter als Mr Drummond (seizoen 2)
- Jordan Waller als Lord Alfred Paget (terugkerende seizoen 1, hoofdserie seizoen 2-heden)
- Anna Wilson-Jones als Lady Emma Portman (terugkerende seizoen 1, hoofdserie seizoen 2-heden)
- Diana Rigg als de Hertogin van Buccleuch ( seizoen2)
- Nicholas Audsley als Charles, Hertog van Monmouth (seizoen 3)
- Sabrina Bartlett als Abigail Turner (seizoen 3)
- David Burnett als Joseph Weld (seizoen 3)
- Kate Fleetwood als Prinses Feodora ( seizoen3)
- Bruno Wolkowitch (uitgelicht seizoen 2) en Vincent Regan (hoofdserie seizoen 3) als Koning Lodewijk Filips I
- Lily Travers als Sophie, Hertogin van Monmouth (seizoen 3)
- John Sessions als Lord John Russell (seizoen 3)
- Laurence Fox als Lord Palmerston (seizoen 3)

## Afleveringen

### Seizoen 1
1. Doll 123
2. Ladies in Waiting
3. Brocket Hall
4. The Clockwork Prince
5. An Ordinary Woman
6. The Queen's Husband
7. The Engine of Change
8. Young England

### Seizoen 2
1. A Soldier's Daughter
2. The Green-Eyed Monster
3. Warp and Weft
4. The Sins of the Father
5. Entente Cordiale
6. Faith, Hope and Charity
7. The King Over the Water
8. The Luxury of Conscience

Special: Comfort and Joy

### Seizoen 3
1. Uneasy Lies the Head that Wears the Crown
2. London Bridge is Falling Down
3. Et in Arcadia
4. Foreign Bodies
5. A Show of Unity
6. A Coburg Quartet
7. A Public Inconvenience
8. The White Elephant

## Prijzen en nominaties
De belangrijkste:
| Jaar        | Prijs                                                                                 | Categorie                                  | Ontvangstnemer(s)         | Uitslag     |
| ----------- | ------------------------------------------------------------------------------------- | ------------------------------------------ | ------------------------- | ----------- |
| 2017        | BAFTA Awards                                                                          | Beste grime en haarstijl                   | Nic Collins & ITV Studios | Genomineerd |
| Emmy Awards | Beste titelmuziek                                                                     | Martin Phipps                              | Genomineerd               |             |
| Emmy Awards | Beste muziekcompositie voor een serie (originele dramatische muziek), voor "Doll 123" | Martin Phipps, Ruth Barrett & Natalie Holt | Genomineerd               |             |